# ジョアン・パウロ・ゴメス・ダ・コスタ
ジョアン・パウロ・ゴメス・ダ・コスタ（João Paulo Gomes da Costa、1986年7月1日 - ）は、ブラジル・リオデジャネイロ出身の元サッカー選手。現役時代のポジションはディフェンダー。

## 経歴

### クラブ
2015年、SEパルメイラスへ期限付き移籍した。